# Fiat BR.20
Fiat BR.20 Cicogna (pol. Bocian) – włoski dwusilnikowy bombowiec z okresu II wojny światowej. Pierwszy całkowicie metalowy włoski bombowiec przyjęty na wyposażenie Regia Aeronautica. Był użyty bojowo podczas wojny domowej w Hiszpanii i na frontach II wojny światowej w Europie, Afryce i Azji. Stale modyfikowany, służył we włoskim lotnictwie od 1937 do 1945 roku. Wyprodukowano ponad 500 egzemplarzy tego samolotu.

## Historia
Regia Aeronautica w drugiej połowie lat 30. XX wieku potrzebowała szybkiego, zdolnego do lotów na dużą odległość oraz prostego w budowie i obsłudze bombowca. W 1934 roku ogłoszono konkurs na zaprojektowanie bombowca lądowego, dzienno-nocnego, o promieniu działania 1000 km, mogącego przenieść ładunek 1200 kg bomb. Miał on zastąpić starsze konstrukcje, tj. Savoia-Marchetti SM.81. Na podstawie tych założeń inż. Celestino Rosatelli w zakładach Fiata opracował projekt nowego dwusilnikowego samolotu bombowego, który był rozwinięciem dwusilnikowego samolotu pasażersko-transportowego Fiata APR.2.
Prototyp został oblatany 10 lutego 1936 roku w Turynie przez Enrico Rolandiego, pilota doświadczalnego wytwórni Fiat. Został wówczas okrzyknięty szczytowym osiągnięciem włoskiej inżynierii, po szczegółowych testach wszedł na uzbrojenie włoskiego lotnictwa. Pierwsze seryjne egzemplarze dostarczono włoskiej armii już w 1936 roku. Dwa egzemplarze dostarczono do Trypolisu w celu przetestowania w warunkach tropikalnych. Badania wypadły niepomyślnie, chłodzone powietrzem silniki przegrzewały uniemożliwiając normalną eksploatację. W trakcie eksploatacji ujawniły się wady konstrukcyjne związane z montażem silników, generowane przez nie drgania przenosiły się na płatowiec. Ponadto chłodzenie silników zawodziło nie tylko w warunkach tropikalnych, problemy pojawiły się również w maszynach eksploatowanych na terenie Włoch. Badania przeprowadzone w zakładach Fiata wykazały, że do konstrukcji silników użyto niewłaściwych materiałów. Jednostki włoskiego lotnictwa, posiadające na wyposażeniu BR.20, wskazywały również na słabość uzbrojenia obronnego samolotu. Około stu samolotów wersji BR.20, wyprodukowanych w latach 1936–1938, poddano przebudowom podczas których usunięto usterki i modyfikacjom polegającym m.in. na dodaniu kopułki obserwacyjnej na grzbiecie kadłuba.
W 1937 roku dwa nieuzbrojone egzemplarze, oznaczone jako BR.20A, zostały przygotowane do lotów reklamowych i rajdowych. Wzięły udział w wyścigu lotniczym Istria – Damaszek – Paryż. W porównaniu do wersji wojskowej przebudowano przód kadłuba – usunięto stanowisko karabinu maszynowego, elementy szklane osłony zamieniono na dobrze oprofilowane metalowe. Ponadto w kadłubie zamontowano dodatkowe zbiorniki umożliwiające wykonywanie dalekich lotów, na dystansie dochodzącym do 6300 km. Podczas pierwszego etapu wyścigu zajęły szóste i siódme miejsce, w drugim etapie oba samoloty miały kłopoty z silnikami i nie ukończyły wyścigu. W 1938 roku powstała zmodyfikowana wersja samolotu o zwiększonym zasięgu, oznaczona jako BR.20L Santo Fresco. W porównaniu do BR.20A przebudowano przód kadłuba, zmieniono kształt osłon silników i kółka ogonowego oraz przebudowano wnętrze kabiny pilota. Tak przebudowana maszyna, pilotowana przez Manerę Lualdiego, wykonała 7 marca 1939 roku nieprzerwany lot z Rzymu do Addis Abeby ze średnią prędkością 404 km/h. Na tym egzemplarzu konstruktorzy testowali nowe rozwiązania, m.in. automatycznego pilota, które wprowadzono w następnych wersjach rozwojowych.
Pod koniec 1939 roku opracowano wersję rozwojową oznaczoną jako BR.20M (M – Modificato). Przy konstruowaniu nowej wersji korzystano z doświadczeń bojowych wyniesionych z Hiszpanii oraz rajdowych. Zmodyfikowano dziób, montując częściowe przeszklenie wraz ze stanowiskiem bombardiera oraz likwidując stanowisko karabinu maszynowego. Modernizacji uległa osłona dolnego stanowiska strzeleckiego oraz wzmocniono centropłat. W pierwszych egzemplarzach BR.20M stosowano wieżyczkę Breda M.1, które w późniejszych egzemplarzach zastąpiono niskoprofilowaną wieżyczką Caproni-Lanciani wyposażoną w pojedynczy karabin maszynowy Breda-SAFAT kalibru 12,7 mm. Wyprodukowano 264 egzemplarzy tej wersji, produkcję zakończono wiosną 1942 roku.
Eksperymentalna wersja BR.20C (C – Canone) została wyposażona w trójkołowe podwozie główne oraz posiadała działko 37 mm zamontowane w dziobie. Wykonano dwa prototypy tej wersji, pierwszy został oblatany w centrum badawczym w Furbarze. Zaniechano dalszych prób z tą wersją, drugi prototyp wykorzystano przy budowie kolejnej wersji rozwojowej.
Ostatnią produkowaną wersją rozwojową był BR.20bis z całkowicie przeszklonym dziobem, wciąganym kółkiem ogonowym, bardziej opływowym kadłubem, spiczastymi statecznikami, poprawionymi osiągami, uzbrojeniem obronnym zwiększonym do pięciu karabinów maszynowych i poprawionym opancerzeniem. Prototyp opracowano pod koniec 1940 roku w Turynie. 15 tego typu bombowców zostało wyprodukowanych od marca do lipca 1943 roku. Dalszej produkcji zaniechano z powodu unifikacji uzbrojenia włoskich jednostek bombowych (przejście na samoloty CANT Z.1007 Bis/Ter i CANT Z.1018) oraz z powodu zniszczenia zakładów Aeritalia przez alianckie bombowce. Do napędu BR.20bis użyto silników Fiat A.82 RC.42 o mocy 1250 KM montowanych w zmodyfikowanych gondolach silnikowych.

## Użycie bojowe w lotnictwie włoskim
25 września 1936 roku pierwsze egzemplarze serii produkcyjnej przekazano do 13. Stormo Bombardamento Terrestre (BT) w Lonate Pozzolo, gdzie zastąpiły starsze Savoia-Marchetti SM.81. Kolejne wyprodukowane egzemplarze trafiły do 7. Stormo BT stacjonujące również w Lonate Pozzolo. W czerwcu 1937 roku dwa BR.20 przydzielono do 14. Stormo BT w Benghazi w celu przetestowania w warunkach pustynnych. Dwa kolejne służyły w 15. Stormo BT na lotnisku w Castelbenito w Libii. Sukcesywnie trafiały na wyposażenie innych jednostek. W latach 1936–1945 samoloty BR.20 stanowiły wyposażenie 29. jednostek włoskiego lotnictwa wojskowego. Po podpisaniu rozejmu Włoch z aliantami 8 września 1943 roku, wiele z nich zostało przekwalifikowanych na samoloty treningowe, choć 81 nadal pozostawało w służbie, głównie na Bałkanach i na terenie Włoch.

### Kampania francuska

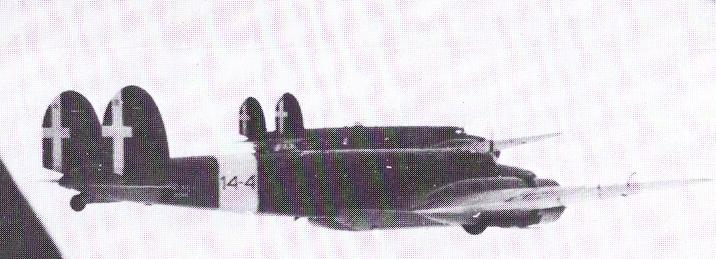
BR.20 w 1940 roku

W momencie przystąpienia Włoch do II wojny światowej włoskie lotnictwo posiadało w jednostkach bojowych 172 BR.20 i BR.20M. Pierwszy lot bojowy został wykonany 11 czerwca 1940 roku przez samolot z 43. Stormo BT na rozpoznanie fotograficzne bazy morskiej w Tulonie. W nocy z 12 na 13 czerwca dziesięć maszyn z 13. Stormo BT przeprowadziło nocny atak bombowy na rozpoznane cele. Pierwszą stratę bojową odnotowano 13 czerwca, kiedy to zostały zestrzelone dwie z maszyn z 43. Gruppo dokonujących dziennego ataku na Tulon. Od 15 do 18 czerwca BR.20 wykorzystywano do lotów rozpoznawczych, od 21 czerwca samoloty z 3. Stormo BT, 25. Gruppo, 8. Squadriglii, 9. Squadriglii, 25. Gruppo, 31. Gruppo, 7. Stomo przeprowadziły szereg nalotów na francuskie umocnienia w rejonie Alp – atakowano forty w rejonie Bourg-Saint-Maurice oraz umocnienia na przełęczy Colle del Piccolo San Bernardo. W nocy z 21 na 22 czerwca siedem samolotów z 3. i 5. Squadriglii przeprowadziło kolejny grupowy nalot, tym razem celem był port w Marsyli. 22 czerwca samoloty BR.20 kontynuowały dzienne ataki na francuskie fortyfikacje. Po ustaniu działań wojennych 24 czerwca BR.20 wykorzystano w roli samolotów transportowych.

### Bitwa o Wielką Brytanię

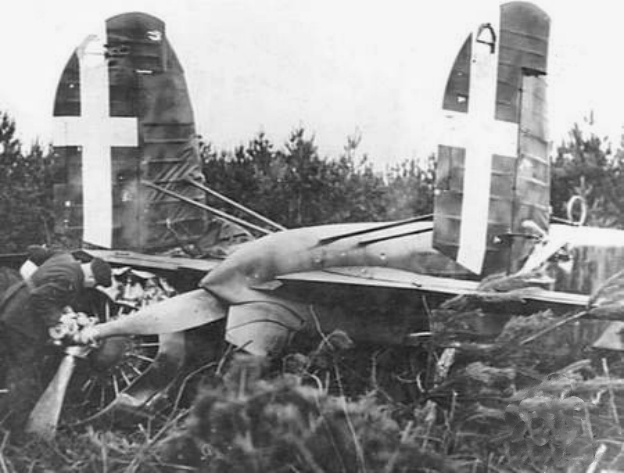
BR.20 zestrzelony nad Wielką Brytanią

Jesienią 1940 roku siedemdziesiąt pięć BR.20, pochodzących z 13. i 43. Stormo BT, przekazano do dyspozycji Corpo Aereo Italiano, stacjonującego w Belgii. Ich zadaniem było przeprowadzanie, w ramach bitwy o Anglię, ataków na teren Wielkiej Brytanii. Pierwszą akcję przeprowadzono nocą 24 z 25 października 1940 roku, kiedy to osiemnaście bombowców zaatakowało Harwich i Felixtowe. 27 października podjęto próbę kolejnego nalotu, ale pogoda uniemożliwiła spotkanie bombowców z eskortą myśliwską i atak odwołano. 29 października piętnaście BR.20, w eskorcie trzydziestu czterech Fiatów G.50 zaatakowało Ramsgate. Nalot zakończył się sukcesem – cel został zbombardowany a jednostki Aeronautica Militare nie poniosły strat. Kolejne dni przyniosły załamanie pogody, następny atak noszący kryptonim Operazione N.8 Cinzano z użyciem BR.20 przeprowadzono 11 listopada. Dziesięć BR.20M w eskorcie czterdziestu myśliwców Fiat CR.42 zaatakowało Harwich. Został przechwycone przez Hurricane’y z 46., 249. i 257. dywizjonów RAF. Piloci brytyjscy zgłosili zestrzelenie ośmiu maszyn wroga, 11/2 zwycięstwa zostało zaliczone Karolowi Pniakowi. Włoskie lotnictwo przyznaje się do utracenia trzech BR.20. Do końca 1940 roku BR.20 przeprowadziły jeszcze siedem nocnych ataków na teren Wielkiej Brytanii, jeden lub dwa przeprowadzono na początku stycznia 1941 roku. Zmiana sytuacji na Bałkanach i w Afryce Północnej spowodowała, że 10 stycznia samoloty zostały wycofane do jednostek na terenie Włoch. Lotnictwo włoskie utraciło osiem samolotów BR.20 podczas działań przeciwko Wielkiej Brytanii, z czego tylko trzy samoloty utracono w czasie walk.

### Wojna grecko-włoska
Samoloty BR.200 od samego początku uczestniczyły w działaniach bojowych podczas wojny grecko-włoskiej. Pierwotnie używano osiemnastu maszyn ze składu 37. Stormo BT. Maszyny wykorzystywano do ataków strategicznych i taktycznych. Skierowano je do ataków na szlaki komunikacyjne na linii Doliana-Kalibaki, 2 listopada 1940 roku dziesięć samolotów bombardowało Patras. Pierwsze dni działań bojowych wykazały, że starsze bombowce są łatwym celem dla nieprzyjacielskich myśliwców. Włoskie dowództwo podjęło decyzję o ich wycofaniu i zwiększeniu ilości wykorzystywanych BR.20. Do walki włączono 6 grudnia szesnaście samolotów z 18. Stormo BT i dwadzieścia cztery z 13. Stormo BT. W późniejszym okresie do walki włączono samoloty 43. Stormo BT. W kwietniu 1941 roku na stanie jednostek walczących w Grecji było ok. 130 sztuk BR.20.

### Kampania afrykańska
27 lutego 1941 roku czternaście samolotów BR.20 z 43. Stormo BT zostało skierowane do działań bojowych na terenie Afryki Północnej. 17 marca dwa samoloty wykonały pierwszy lot bojowy atakując port w Bengazi, kolejne ataki na ten cel przeprowadzono 19, 20 i 22 marca. 31 marca dziesięć BR.20 zaatakowało Agedabię, od kwietnia atakowano Tobruk i Sollum. 20 kwietnia siły włoskiego lotnictwa w Afryce powiększyły się o osiem bombowców BR.20 z 99. Gruppo. Od 7 czerwca bombowce operowały z lotniska Barce skąd atakowały Tobruk oraz przełęcz Halfaja, Sollum, Sidi Barrani, Sidi Omar i Marsa Matruh. Liczne alianckie ataki na morskie konwoje płynące z Włoch do Afryki spowodowały skierowanie samolotów BR.20 do eskortowania statków Osi. W lipcu siły włoskiego lotnictwa zostały wzmocnione poprzez skierowanie do walki w tym rejonie 13. Stormo BT. Samoloty tej jednostki 2 sierpnia atakowały Tobruk, ale już w listopadzie jej aktywność spadła z powodu ciężkich strat. Kolejnym uzupełnieniem było 13. Stomo, które w styczniu i lutym 1942 roku wspierało ofensywę wojsk Osi. Niedostosowanie BR.20 do lotów w warunkach pustynnych spowodowało, że jednostki w nie wyposażone wycofano z walki w Afryce, ostatnia z nich powróciła 12 kwietnia do Włoch. W trakcie walk na tym froncie Regia Aeronautica utraciła piętnaście samolotów BR.20.

### Atak na Jugosławię
Od 6 kwietnia 1941 roku samoloty BR.20 brały udział w ataku na Jugosławię. Do walki użyto trzydzieści dwa BR.20 z 18. Stormo BT, piętnaście z 25. Gruppo Autonomo, czternaście z 99. Gruppo Autonomo oraz szesnaście z 38. Stormo BT. Samoloty biorące udział w działaniach bojowych wykonały 482 loty bombowe i rozpoznawcze podczas których zrzuciły ok. 290 ton bomb. W późniejszym okresie były także używane przeciwko partyzantce Josipa Broz Tito. Czternaście samolotów z 40. Gruppo atakowały zajęte przez partyzantów miejscowości. W styczniu 1942 roku samoloty z 38. Gruppo i 29. Gruppo wspierały z powietrza wojska niemieckie prowadzące działania przeciw partyzantom Tity. Samoloty BR.20 kierowano również do zadań transportowych, utrzymywały komunikację i zapewniały dostawy do garnizonów w odciętych przez partyzantkę miastach Lublany i Zemonicy.

### Kampania maltańska

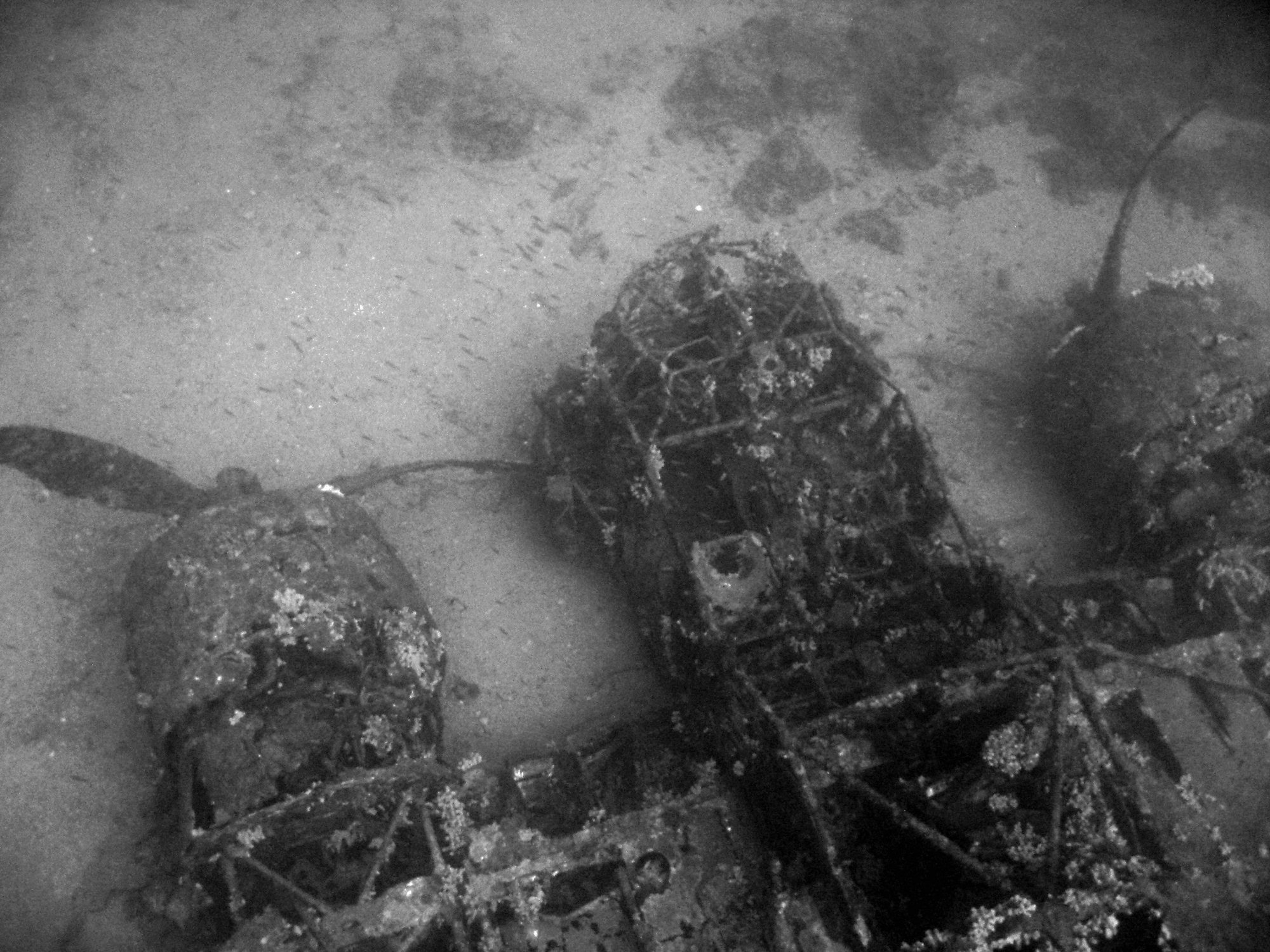
Wrak BR.20 na dnie Morza Śródziemnego

Od 7 maja 1941 roku samoloty BR.20 zostały skierowane do akcji przeciw Malcie. 22 maja osiem bombowców z 43. Stormo BT przeprowadziło pierwszy nocny nalot na wyspę. 9 czerwca do akcji włączono kolejne osiemnaście BR.20 z 65. i 66. Squadriglii należących 18. Stormo BT. Po tym uzupełnieniu w działaniach przeciwko Malcie brały udział trzydzieści dwa bombowce w wersji BR.20 i BR.20M. 6 lipca dwanaście bombowców atakowało wyspę w trakcie nocnego nalotu. Myśliwce RAF ścigały je aż do macierzystego lotniska, jeden z BR.20M został zestrzelony już przy podejściu do lądowania. W trakcie kolejnych miesięcy atakowano lotniska, port w Valletcie oraz konwoje morskie płynące w rejonie wyspy. W celu zminimalizowania strat Włosi zamontowali na Monte Ronna koło Ragusy stację przechwytującą sygnały radaru z Malty, co umożliwiło im skryte naprowadzanie własnych samolotów na cel. Naloty na wyspę prowadzono do 4 września 1942 roku. W trakcie ataków Włosi stracili czterdzieści jeden samolotów BR.20.

### Front wschodni
3 sierpnia 1942 roku pierwsze trzy samoloty BR.20M zostały skierowane do działań bojowych na froncie wschodnim. Zostały przeznaczone do wykonywania zadań rozpoznawczych oraz do bombardowań z wysokich i niskich pułapów. 5 września przybyły kolejne cztery samoloty BR.20 z 43. Stormo BT. Ciężkie warunki atmosferyczne wykazały nieprzydatność tych samolotów do użytkowania w tym rejonie. Samoloty miały problemy z zamarzającymi instalacjami pokładowymi, mechanizmami obrotowymi wieżyczek oraz uzbrojeniem. Wiosną 1943 roku zostały wykorzystane w roli samolotów transportowych wykorzystywanych przy ewakuacji Corpo di Spedizione Italiano in Russia. 13 kwietnia ostatni z nich powrócił do Włoch.

## Użytkownicy zagraniczni

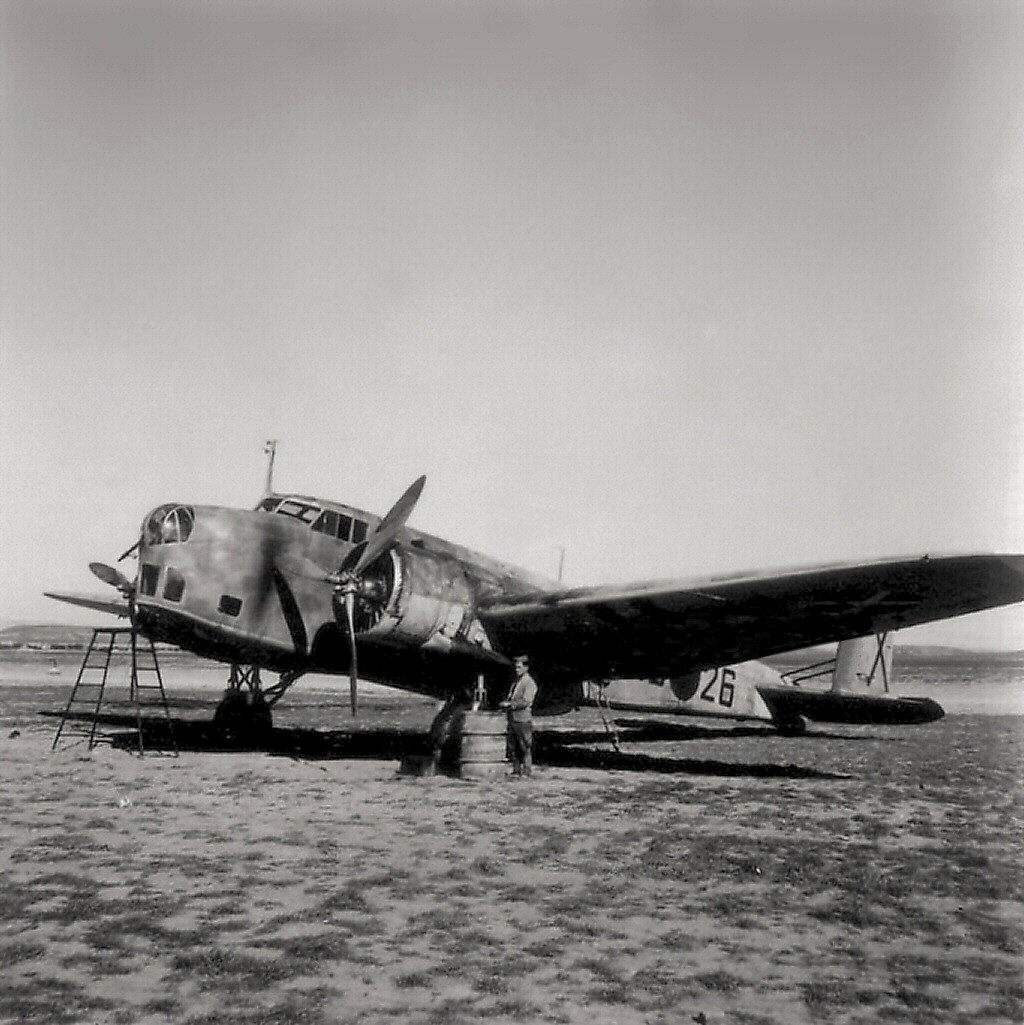
BR.20 podczas wojny domowej w Hiszpanii

Bombowce BR.20 zostały po raz pierwszy użyte bojowo podczas hiszpańskiej wojny domowej. Latem 1937 roku sześć bombowców z 7. i 13. Stormo BT przyleciało na lotnisko Tablada, weszły w skład 35. Gruppo Misto Aviazione Legionaria. Pierwszy lot bojowy został wykonany 26 listopada 1937 roku przez pojedynczy samolot z lotniska Tudela (według niektórych opracowań 3 samoloty tego typu wzięły udział w bitwie pod Brunete w lipcu 1937 r.). Pierwszy atak grupowy został przeprowadzony 5 grudnia w sile sześciu maszyn. W 1937 roku BR.20 uczestniczyły w bombardowaniach miast Teruel, Toledo i Walencję oraz w atakach w dolinie rzeki Ebro. Ponadto samoloty wykonywały loty rozpoznawcze. 14 lipca 1938 roku siedem kolejny samolotów BR.20, wydzielonych z 7. Stormo BT, wzmocniło siły lotnictwa włoskiego korpusu ekspedycyjnego. Loty były wykonywane przy braku przeciwdziałania lotnictwa myśliwskiego nieprzyjaciela, dlatego też w trakcie działań bojowych nie została utracona żadna maszyna. Jeden samolot został zniszczony na lotnisku podczas kołowania. Po zakończeniu wojny 9 samolotów BR.20 brało udział w paradzie zwycięstwa nacjonalistów w Madrycie 12 maja 1939 roku. Samoloty wykorzystywane przez włoski korpus ekspedycyjny zostały przejęte przez lotnictwo armii frankistowskiej, zostały wycofane z użycia pod koniec lat czterdziestych.
85 egzemplarzy BR.20 zostało sprzedanych armii japońskiej. Firma FIAT dostarczyła zakupione samoloty do Korei, nadzorowała ich montaż oraz przeszkoliła japońskie załogi. Cesarstwo Japonii zapłaciło za samoloty mandżurską soją. Samoloty te brały udział w operacjach wojny chińsko-japońskiej. W armii japońskiej otrzymały oznaczenie Typ I Model 100 (Ruth w kodzie alianckim). Zostały wykorzystane w roli bombowców strategicznych, wykonujących naloty na położone w głębi Chin centra produkcyjne. Zostały też użyte podczas walk z Armią Czerwoną w rejonie Chałchin-Goł. Wkrótce okazało się, że ich osiągi jak i uzbrojenie obronne nie zapewniają im bezpieczeństwa w przypadku napotkania wrogich myśliwców. Jako niespełniające wymogów armii japońskiej zostały wycofane z użycia bojowego, zastąpiono je bombowcami Mitsubishi Ki-21. Część z nich została wykorzystana w szkołach lotniczych.
Jeden egzemplarz został sprzedany do Wenezueli. Część zapłaty za ten egzemplarz uiszczono w postaci kawy.

## Produkcja samolotów BR.20
Samoloty BR.20 były produkowane w piętnastu seriach:
| Seria    | Data produkcji     | Nr seryjny     | Ilość | Uwagi                                       |
| -------- | ------------------ | -------------- | ----- | ------------------------------------------- |
| prototyp | 1936               | MM.274         | 1     | pierwszy prototyp                           |
| prototyp | 1940               | MM.456         | 1     | prototyp BR.20bis                           |
| I        | X.1936 - II.1937   | MM.20305-20324 | 20    | -                                           |
| II       | II-VII.1937        | MM.20778-20808 | 29    | samoloty przeznaczone na eksport do Japonii |
| III      | V.1937 - I.1938    | MM.21241-21288 | 48    | samoloty przeznaczone na eksport do Japonii |
| IV       | IX.1938            | MM.21397-21402 | 6     | -                                           |
| V        | IX.1938 - II.1939  | MM.21494-21537 | 44    | -                                           |
| VI       | II-IV.1939         | MM.21708-21719 | 19    | -                                           |
| VII      | IV-V.1939          | MM.21720-21729 | 10    | -                                           |
| VIII     | VI.1939 - V.1940   | MM.21866-21929 | 66    | -                                           |
| IX       | II-V.1940          | MM.22236-22267 | 32    | BR.20M                                      |
| X        | VII-XII.1940       | MM.22605-22668 | 64    | BR.20M                                      |
| XI       | XII.1940 - IV.1941 | MM.22669-22706 | 38    | BR.20M                                      |
| XII      | V-IX.1941          | MM.22707-22756 | 50    | BR.20M                                      |
| XIII     | IX-XII.1941        | MM.24102-24151 | 50    | BR.20M                                      |
| XIV      | I-IV.1942          | MM.24351-24380 | 30    | BR.20M                                      |
| XV       | III-VII.1943       | MM.24381-24395 | 15    | BR.20bis                                    |

## Konstrukcja
Dwusilnikowy samolot bombowy w układzie wolnonośnego dolnopłatu o konstrukcji metalowej.

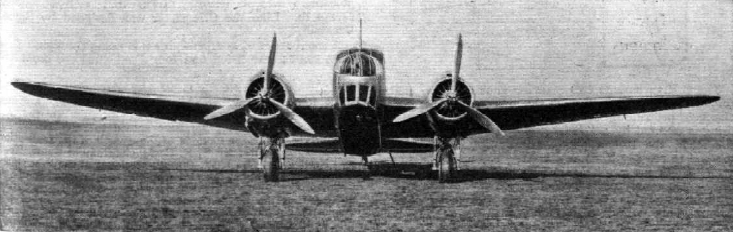
Fiat BR.20 – widok z przodu

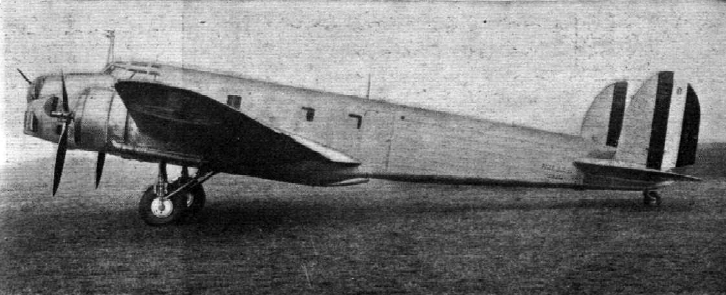
Fiat BR.20 – widok z boku

Kadłub o konstrukcji kratownicowej i prostokątnym przekroju. W części dziobowej znajdowała się ręcznie obracana wieżyczka z jednym karabinem maszynowym, pod nią znajdowało się stanowisko bombardiera-nawigatora obsługującego również wieżyczkę. W części centralnej znajdowała się kabina pilotów, dwa główne zbiorniki paliwa oraz na grzbiecie kadłuba wieżyczka obserwacyjna. Pod dźwigarami płata umieszczono komorę bombową. W części ogonowej kadłuba znajdował się maszt anteny radiowej i górna wieżyczka strzelecka. W kadłubie znajdowały się dwa wejścia – przed krawędzią natarcia płata wejście do kabiny pilotów i na krawędzi spływu wejście główne. Wyjście awaryjne było umieszczone na grzbiecie centralnej części kadłuba oraz w podłodze. Kadłub kończył się stałym kółkiem ogonowym i usterzeniem. Usterzenie wysokości wyważone brzegowo, podwójny statecznik pionowy z wyważeniem masowym, usztywniony dwoma parami zastrzałów. Stateczniki o konstrukcji metalowej i pokryciu metalowym. Powierzchnie sterów kryte płótnem. W kadłubie był zamontowany wysuwany śmigłowy generator prądu.
Skrzydło trójdzielne, o obrysie trapezowym z eliptycznymi końcówkami. W centropłacie znajdowały się dodatkowe opancerzone zbiorniki paliwa, gondole do zabudowy silników oraz klapy krokodylowe. Części zewnętrzne płata posiadały niewielki wznios dodatni, na krawędzi spływu znajdowały się lotki z kompensacją masową.
Podwozie trójpunktowe z amortyzowanym kółkiem ogonowym. Koła główne były zamontowane w gondolach silników na kratownicowych goleniach z amortyzacją olejowo-pneumatyczną, z hamulcami pneumatycznymi, składane do tyłu. Napęd mechaniki podwozia hydrauliczny za pomocą niezależnej pompy lub ręczny. Po złożeniu podwozia opony wystawały poza obrys osłon.
Napęd samolotu stanowiły dwa silniki gwiazdowe Fiat A.80 RC.41 w układzie podwójnej gwiazdy o pojemności 45 720 cm3 napędzające trójłopatowe śmigła Hamilton - FIAT o zmiennym kącie natarcia łopat i stałej prędkości obrotowej. Śmigło miało średnicę 554 centymetrów. Silniki osiągały moc startową 1030 KM przy 2100 obrotach na minutę. Moc trwała silników wynosiła 1000 KM na wysokości 4000 metrów. W prawym silniku była zamontowana sprężarka, która dostarczała sprężone powietrze zasilające działanie instalacji: tlenowej, mechanizacji płata, hamowania kół oraz zrzutu bomb. W wersji BR.20bis zastosowano silniki Fiat A.82 RC.42 o mocy 1250 KM.
Uzbrojenie obronne we wczesnych wersjach składało się z dziobowej wieżyczki z karabinem maszynowym Breda-SAFAT kal. 7,7 mm, górnej wysuwanej wieżyczki typu DR z dwoma karabinami maszynowymi Breda-SAFAT 7,7 mm oraz dolnego opuszczanego stanowiska strzeleckiego z karabinem maszynowym Breda-SAFAT 7,7 mm. Od egzemplarza z numerem seryjnym MM.20778 montowano górną wieżyczkę M1 z karabinem maszynowym Breda-SAFAT kal. 12,7 mm. Karabiny 7,7 mm dysponowały zapasem amunicji 500 pocisków, a 12,7 mm miały zapas 350 sztuk amunicji. Samolot mógł przenosić do 1600 kg bomb w konfiguracjach: 2 x 800 kg, 2 x 500 kg, 4 x 250 kg, 8 x 160 kg, 12 x 100 kg i szereg kombinacji z użyciem bomb o wagomiarze 50, 20 i 15 kg. W wersji BR.20bis w przedniej wieżyczce zamontowano karabin maszynowy kal. 12,7 mm, wieżyczka grzbietowa została zmieniona na model Breda Typ V z dwoma karabinami maszynowymi kal. 12,7 mm oraz dodano dwa dodatkowe karabiny maszynowe kal. 7,7 mm na obu burtach kadłuba. Bombardier dysponował celownikiem JOZZAG3, część samolotów była testowana z celownikami Borletti-Colnaghi.